# St. Maria virginis (Rüxleben)

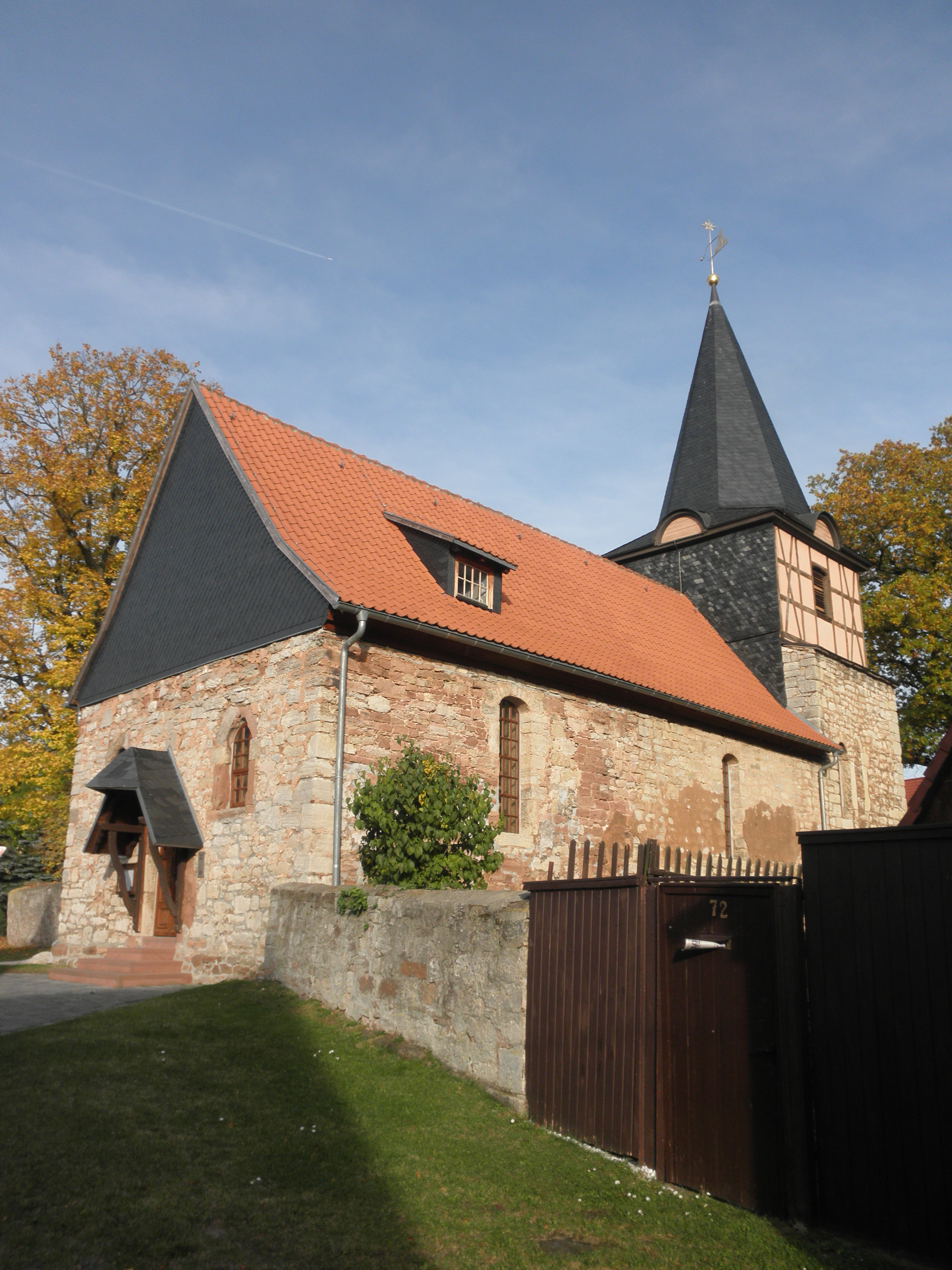
St. Maria virginis

Die evangelisch-lutherische, denkmalgeschützte Kirche St. Maria virginis (lat. Ecclesia Sanctae Mariae Virginis – „Kirche der heiligen Jungfrau Maria“) steht in Rüxleben, einem Ortsteil von Kleinfurra im Landkreis Nordhausen in  Thüringen. Die Gottesdienste werden von der Kirchengemeinde Kleinfurra/Hain durchgeführt.

## Beschreibung
Die Saalkirche wurde 1610 unter Einbeziehung von Teilen eines Vorgängerbaus errichtet. Der quadratische Chorturm erhielt 1863 ein Obergeschoss aus Fachwerk, auf dem ein schiefergedeckter, spitzer, oktogonaler Helm sitzt, der von einer Turmkugel bekrönt wird. Das Kirchenschiff ist mit einem Satteldach bedeckt. 
Der Chor und das Kirchenschiff sind durchgehend mit einem hölzernen Tonnengewölbe überspannt. An drei Seiten befinden sich Emporen, im Westen sind diese zweigeschossig. Im Innenraum sind noch Ansätze eines Kreuzgewölbes erkennbar. Zur Kirchenausstattung gehört ein Kanzelaltar aus dem 1. Viertel des 18. Jahrhunderts. In einer nicht zugänglichen Gruft unter der Kirche liegen die Gebeine der Familie derer von Rüxleben.
Die Orgel mit 10 Registern, verteilt auf ein Manual und Pedal, wurde im 19. Jahrhundert von einem unbekannten Orgelbauer geschaffen.